# スールマン家の八つ子
スールマン家の八つ子（スールマンけのやつご、Suleman octuplets）は、体外受精 (IVF) を介して妊娠したナディア・スールマン (Nadya Suleman)、別名「オクトマム」(Octomom) の子供として、2009年1月26日にアメリカ合衆国カリフォルニア州ベルフラワーにて出生した。全員が生後1日以上生存した世界2例目の八つ子（6人の男の子と2人の女の子）である。
八つ子全員が1週間以上生存し、チュークー家の八つ子（アメリカ合衆国テキサス州ヒューストンにて1998年12月に出生）が11年前に樹立した八つ子全員の世界最長生存記録を更新することになった。そのためにギネス世界記録に認定されている。しかし、これが一度に12個もの受精卵を移植した体外受精による妊娠であったことが明るみに出たために、物議を醸した。

## 出生

### 誕生
2009年1月26日、ナディアはアメリカ合衆国のカリフォルニア州ロサンゼルス近郊のベルフラワーに位置し、カイザー・パーマネンテが運営する医療センターにて、アメリカ史上2例目となる八つ子の乳児を出産した。医師達は事前に7人までしか胎児を確認出来なかったため、8人目の乳児もいたことには驚きを隠せなかった。わずか5分の間に全員が出生し、うち2人が人工呼吸器を使用しており、もう1人も酸素吸入を必要とするが、全員が元気であることが報告された。46人の医療関係者が出産を手伝い、帝王切開が施された。
乳児の名前はノア、マリヤ、イザイア、ナライヤ、ジョナ、マカイ、ジョサイア、ジェレマイアである。母親によると、8人とも聖書から選ばれたファーストネームを持ち、ミドルネーム「エンジェル」と、生物学的な父親とされた人物と同じ姓「ソロモン」を共有している。
それぞれの乳児は出生順にAからHまでのアルファベットの識別記号が振られた。対応する名前と出生時のデータは以下の通り。
| 出生順 | 出生時刻     | 性別 | 出世時体重                          | 名前         |
| ------ | ------------ | ---- | ----------------------------------- | ------------ |
| A      | 午前10時43分 | 男   | 2ポンド11オンス（約1.22キログラム） | ノア         |
| B      | 午前10時44分 | 女   | 2ポンド12オンス（約1.25キログラム） | マリヤ       |
| C      | 午前10時45分 | 男   | 3ポンド4オンス（約1.47キログラム）  | イザイア     |
| D      | 午前10時45分 | 女   | 2ポンド8オンス（約1.13キログラム）  | ナライヤ     |
| E      | 午前10時46分 | 男   | 1ポンド8オンス（約0.68キログラム）  | ジョナ       |
| F      | 午前10時47分 | 男   | 2ポンド12オンス（約1.25キログラム） | マカイ       |
| G      | 午前10時47分 | 男   | 1ポンド15オンス（約0.88キログラム） | ジョサイア   |
| H      | 午前10時48分 | 男   | 2ポンド11オンス（約1.22キログラム） | ジェレマイア |

### その後の経過
出生3日目に八つ子のうち5人の乳児に対して経管栄養による提供された母乳の注入が開始された。5人のうち最初の経管栄養を拒否したジョサイアは以前の静脈内への供給方法に戻された。
出生7日目には8人全員の乳児が自力で呼吸出来るようになり、静脈栄養補助食品はもちろん、提供された母乳の供給も受けられるようになっていた。病院のスポークスマンはあと数週間は病院にとどまるであろうと述べた。
出生11日目にナディアは病院を退院した。その後にベルフラワーのカイザーパーマネンテ医療センターは7-12週間の入院生活を送る予定の8人の未熟児のケアに多額の費用が掛かるのを予期し、彼らが対象となっているカリフォルニア州のメディケイド、Medi-Calによる償還を要求していたことが明らかになった。
彼らは全員が無事に出生した世界初の八つ子（1967年にメキシコのメキシコシティにて出生した八つ子は全員が14時間以内に死亡した）であると同時に、全員が無事に出生したアメリカ初の八つ子（1998年にテキサス州にて出生したチュークー家の八つ子はうち1人が1週間後に死亡している）である。文書化されて記録として残っている他の7例の八つ子はいずれも生後1週間以内に少なくとも1人が死亡している。ナディアのこの出産は多胎児を出産し、その生き延びた乳児の数で世界最多ということでギネス世界記録に認定された。
2010年1月26日に八つ子は最初の誕生日を迎えた。母親のナディアは「寝不足よ。夜は2-3時間ぐらいしか眠れないの。だけど、私は自分の人生について前向きに取り組み続けているし、最高の母親でいられるように努力しているわ」と語った。
2011年6月にイン・タッチ・ウィークリー誌のインタビューを受けたナディアが「私は赤ちゃんをひどく嫌っているし、彼らは私にうんざりしている」という衝撃的な発言をしたことが伝えられた。彼女はこの雑誌のインタビューは受けていないと述べたが、3週間後に雑誌が録音した音声テープが提示された。
2014年1月26日に八つ子は5歳の誕生日を迎えた。

## ナディア・スールマン

### 結婚と最初の6人の子供
八つ子の母親のナディア・スールマンは1996年から2008年までマルコス・グティエレスという名の男性と結婚しており、2000年に別居、2006年に離婚を申請した。グティエレスはインタビューの中で、別居に至った理由を2人が子供を授かることが出来なかったからだと説明している。
1997年にナディアは体外受精 (IVF) の治療を開始した。1997年から2008年までの12年もの間、医師マイケル・カムラバの下で連続して不妊治療を受けていたことが残された文書より明らかになっている。
2001年5月18日、ナディアは最初の子供で長男のエライジャを出産した。その後も治療を続け、2002年6月に長女のアミーラ、2003年8月に次男のジョシュア、2005年に三男のエイダン、2006年に双生児のケイリブ（四男）とカリッサ（次女）を出産した。八つ子の前に既に6人の子持ちであった。

### 背景
スールマン家の八つ子はカムラバが行ったIVFの治療によって出生した。ナディアは彼女の年齢では移植する受精卵の数は最大でも2個までということが推奨されているにもかかわらず、6個の体外受精卵を子宮内に戻すように要請し、そのうち2個の受精卵が分裂して双子となり、合わせて八つ子になったと語っている。ところが、カムラバは実際には彼女の要請を受けてその倍の12個の新鮮な体外受精卵を移植したことを翌2010年の公聴会で証言し、涙ながらに謝罪した。

### メディア出演
ナディアの出産後初のインタビューは2009年2月6日にテレビ局のNBCで放送された。その中で彼女は一人っ子だったために孤独を感じながら育ち、「大家族を持つのがずっと夢だった」と語っている。
2009年3月、ナディアの父親のエド・ダウドは、妻のアンジェラと既に離婚していたが、オレンジ郡ラハブラ市内に約56万5,000ドル（約5,560万円）で新居を購入した。ナディアと彼女の14人の子供達もこれまでよりも広いこの邸宅に引っ越した。
2009年7月25日、ナディアがイギリスのテレビ制作会社のアイワークスと3年総額約25万ドル（約2,400万円）の条件で、彼女の14人の子供達をリアリティテレビ番組に出演させる契約を交わしたことが報じられた。撮影開始日は9月1日に決定した。この撮影の開始に先立ち、8月19日にフォックスは八つ子の人生の最初の7か月の映像を特色とする2時間の特別番組「Octo-Mom: The Incredible Unseen Footage」を放送した。
2010年5月、「お宅のイヌやネコをオクトマム（八つ子ママを意味するナディアのニックネーム）にしないように! 」とアピールする国際的な動物愛護団体「PETA」のポスターをラハブラの自宅前に掲げることを快諾し、記念写真に応じた。その謝礼として現金5,000ドル（約46万円）と野菜ホットドッグ・野菜バーガー1か月分を受け取った。
2012年3月、ナディアは生活苦からイギリスの雑誌クローサーでセミヌード姿を披露したが、子供を養うにはお金が必要だし、恥じていないと述べた。同年6月、彼女が自慰行為を行うポルノ映画『オクトマム・ホーム・アローン』が公開された。この作品は2013年1月にAVNアワードの「ベストセレブリティセックステープ」部門を受賞した。
2012年4月30日、ナディアはオレンジ郡上級裁判所に自己破産を申請し、自身の借金が100万ドルに迫る可能性があることを述べている。同時にラハブラの自宅を競売にかけた。同日に彼女が不安や極度の疲労、心理的ストレスの問題を抱えて前の週からリハビリ施設に入所していることが明かされた。入所前はこの問題を克服するために抗不安薬のザナックスを服用していた。
2014年1月13日、ナディアは生活保護を申請しながら、トップレスのダンサーやポルノ女優として稼いだ約3万ドル分について、カリフォルニア州当局に申告しなかったとして、福祉詐欺の容疑で告発した。同年7月14日に彼女に対し、2年間の保護観察と200時間の社会奉仕が宣告された。

## 他の家族

### 不明な父親
ナディアの母親・アンジェラは最初の6人と八つ子の合わせて14人全員のナディアの子供の妊娠に、デビッド・ソロモンという名の精子ドナーから提供された精子が使用されたと述べている。また、ナディア本人はデビッドには自分の将来の子供の父親になってもらうことだけを望んでいたため、彼とデートしたのは一度だけだと述べている。ナディアはデビッド・ソロモンなる架空の人物を仕立て上げて子供達の父親としてその名前を記載することで出生証明書を改ざんしたとして、ナディアの父親のエドらによって告発された。
2009年2月23日に放送されたABCの朝の情報番組『グッド・モーニング・アメリカ』に出演したデニス・ビュードインという名の男性は自分が八つ子達の父親かもしれないと激白した。1997年から1999年までナディアと付き合い、その期間に彼女から精子を提供するように頼まれたビュードインは彼女のために3度、自分の精子を精子バンクに提供した。ビュードインは自分の主張を検証するために実夫確定検査の実施を望んでいる。しかし、ナディアはこの彼の主張を否定している。
2006年、ナディアの元夫であるマルコス・グティエレスは離婚を申請した。インタビューの中で14人の子供の生物学的な父親であることを否定したが、彼女の幸せを願っていると述べた。離婚記録には2人の間には子供が出来なかったと書かれており、ナディアの14人の子供がいずれもマルコスの子供では無いことを示唆している。

### 祖父母
ナディアの父親のエド・ダウド・スールマンはナディアとその14人の子供達を養うため、翻訳者やドライバーとして出稼ぎを決意し、母国であるイラクに戻ることになると話した。彼は過去にイラク軍に所属していたと自証している。
ナディアの母親のアンジェラ・スールマンは2008年3月に自己破産を申請した。彼女はインタビューの中で元教師であり、ナディアの最初の6人の子供達を養育してきて疲れ切っていると話している。ナディアがさらに大多数の子供を出産するとは思いもしなかったことを明かしており、孫達の養育への協力は惜しまないとしながらも、家の経済事情などを考慮しない娘の無責任ぶりを批判している。また、ナディアがおもちゃのための出費は惜しまないが、家賃や食費の負担軽減には一切寄与していないとも話している。

## 論議

### 母親に対する批判
奇跡的に出生したスールマン家の八つ子の物語はアメリカ合衆国大統領に就任した最初の週のバラク・オバマとニュースの見出しを分け合うことになった。当初の世論は心温まる話題として捉えていた。ところが、ナディアの背景が知られるようになると、世論の歓迎ムードは一転して怒りに変化した。無職でシングルマザーのナディアが八つ子の出生以前に既に障害が認められる3人を含めた6人の子供を持ち、生活保護を受給しているにもかかわらず、体外受精を利用して大家族の人数をさらに大幅に増員したことに対する批判である。彼女のもとには死の脅迫を含め、批判的な電話や電子メールのメッセージが殺到した。関連して数多くの議論が巻き起こった。彼女の14人の子育て費用の大半をカバーするために、カリフォルニア州の納税者の負担がさらに増大する可能性が生じたのも懸念事項の一つであった。退院した彼女は脅迫から逃れるために一時的に自宅には戻らずに非公表の場所に移動した。
ナディアはカウンセリングの修士号を取得するために、2009年秋に学生ローンをあてにして（妊娠前に通っていた）カリフォルニア州立大学フラートン校に復帰するという自身のプランを発表した。そして、自立して子供達を養えると断言した。しかし、明らかになった文書記録は彼女が1999年9月に勤務先の病院で暴行を受けた際に背中を負傷してしまい、その後遺症のために障害年金の給付支払いとして2002年から2008年までの間に総額167,908ドルを受給しており、失業中であることを示している。
八つ子のうち7番目にラハブラの自宅に帰宅することになったジョサイアが到着する日、2009年4月1日の早朝に自宅近くに停車されていたナディアが所有するバンの後部窓に何者かがベビーシートを投げ付けて窓ガラスが粉々に割られる事件が発生した。

### カムラバ博士の調査
カリフォルニア州医事局(MBC) は医療の指針に違反していなかったかを確認するためにマイケル・カムラバの調査を開始した。カムラバが所属するアメリカ生殖医学会(ASRM) もこの調査に協力する意向を表明した。彼が四つ子を妊娠してロサンゼルス郡・南カリフォルニア医大病院に入院している妊娠5か月の49歳の女性の不妊治療も担当し、彼女の体内に少なくとも7個の受精卵を移植していたことが明らかになった。2009年10月にアメリカ生殖医学会はカムラバを除名した。
2011年6月1日にカリフォルニア州医事局はカムラバの医師免許が7月1日には剥奪されることを発表した。

## 日本での特集
- ザ!世界仰天ニュース（日本テレビ, 2011年2月9日放送）[71][72]
- 奇跡体験!アンビリバボー（フジテレビ, 2011年9月15日放送）[73]
- ザ！世界仰天ニュース（日本テレビ,2017年12月19日放送）[74]